# بالتازار د کوردز
بالتازار د کوردز (انگلیسی: Baltazar de Cordes; ۱ ژانویهٔ ۱۵۰۱ – ۳ ژانویهٔ ۱۶۰۱) برادر سیمون د کوردز، یک کشتی‌ران در کشتی جنگی خصوصی هلندی بود که در اوایل قرن هفدهم علیه امپراتوری اسپانیا جنگید.
کوردز که در اواسط قرن شانزدهم در هلند متولد شد، کشتی‌رانی برای هلند علیه اسپانیا را در طول جنگ هشتادساله آغاز کرد. بالتازار احتمالاً در طول سفر ۱۵۹۸ شرکت ماژلانو در تلاش برای دور زدن آمریکای جنوبی وارد اقیانوس آرام شد. این سفر اکتشافی به فرماندهی دریاسالار ژاک ماهو شامل پنج کشتی بود. یکی از کشتی‌ها، لیفده ("عشق" یا "خیریه")، در سال ۱۶۰۰ به ژاپن رسید، ناوبر ویلیام آدامز (دریانورد) در میان خدمه بازمانده بود. او جانشین کاپیتان جوریان ون بوخولت (یا ون بوخوت) شد که در حدود ۲۳ اوت ۱۵۹۹ اندکی پس از عبور از تنگه ماژلان درگذشت.